# Alcázar de Toro
El Alcázar (denominado también como Alcázar Real de Toro) es una edificación defensiva de planta cuadrada ubicada en la ciudad de Toro (provincia de Zamora, Castilla y León, España). La primitiva construcción data del siglo X, no obstante las numerosas reconstrucciones hacen notar que es una edificación más reciente. Se encuentra cerca de la ribera, ubicado en un alto, posee unas murallas defensivas flanqueadas por siete torreones y formó parte del conjunto de murallas que defendían y abarcaban a la ciudad. El alcázar fue lugar de residencia de los Reyes Católicos. 

## Historia
El alcázar se construye en el siglo X en una acrópolis de la ciudad (elevada a 110 metros del río Duero).
Fue escenario de una de las más crueles matanzas del rey Pedro I de Castilla. El 16 de enero de 1356, se encontraba ahí María de Portugal, esposa del rey Alfonso XI, cuando su hijo Pedro el Cruel llegó y ordenó a sus escuderos que mataran a varios nobles que acompañaban a la reina. Pedro López de Ayala en sus crónicas de los reinados de Pedro, Enrique II, Juan I y de Enrique III, describe así los hechos:

E estonce luego entvió decir el Rey á la Reyna Doña Maria su madre, que estaba dentro en el Alcázar que saliese de allí, é se viniese para él. E la Reyna enviole pedir merced por aquellos Caballeros que allí estaban con ella que los perdonase. E el Rey le envió decir que ella se viniese, que después él sabría que facer de los Caballeros que con ella estaban (… ) E la Reyna salió del Alcázar, é venia con ella la condesa doña Juana, mujer del conde Don Enrique, otrosi Don Pero Estevanez Carpentero Maestre que se llamaba de Calatrava, é Ruy González de Castañeda, é Alfonso Téllez Girón, é Martin Alfonso Tello (…) Otro Escudero llegó e mató a Martin Alfonso Tello (...) E la Reyna Doña María, madre del Rey, quando vió matar asi á estos Caballeros, cayó en tierra sin ningun sentido como muerta (…) é después levantarla, é vió los Caballeros muertes enderredor de sí, é desnudos, é comenzó á dar grandes voces maldiciendo al Rey su fijo, é diciendo que la deshonrára é lastimára para siempre, é que ya más quería morir que non vivir.

Fue residencia de Juan II de Castilla cuando asistía a las Cortes. Es posible que existieran otras residencias reales. El castillo tuvo su protagonismo durante la guerra de Sucesión Castellana y concretamente en la Batalla de Toro acaecida el 1 de marzo de 1476. Tras el abandono que sufrió en el siglo XVI como residencia real, el castillo inició un lento declive. Fue declarado Monumento Histórico Artístico en 1931.
En 1936, una vez desatada la Guerra Civil, el Alcázar fue utilizado por el bando sublevado como centro de reclusión de republicanos, con más de doscientos presos represaliados ese mismo año.